# Rivière des Perles
Cet article possède des paronymes, voir Rivière aux Perles et Rivière des Pères.
Pour les articles homonymes, voir Rivière des Perles (homonymie).

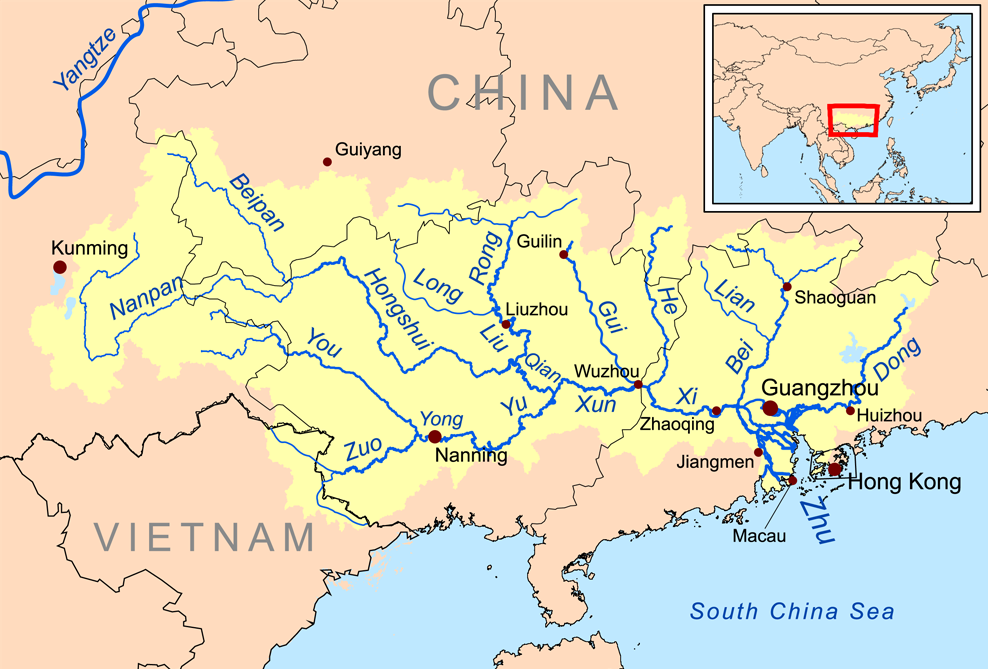
Bassin versant du fleuve des Perles.

La rivière des Perles (chinois : 珠江 ; pinyin : zhū jiāng ; cantonais Jyutping : zyu1 gong1), est un des fleuves venant alimenter le delta de la rivière des Perles. En raison de la complexité hydrographique de la région, l'expression ne désigne pas toujours la même chose dans la langue courante. Dans le sens le plus souvent accepté, il s'agit d'un fleuve formé par la réunion du Xi Jiang (西江, fleuve de l'ouest) et du Bei Jiang (北江, fleuve du Nord).

## Géographie
Ce cours d'eau mesure un peu moins de 2 200 kilomètres et coule notamment à Canton. Il est grossi par un bras du Dong Jiang (东江, fleuve de l'est) dans son cours aval. Parmi les fleuves qui forment la rivière des Perles, le Xi Jiang est celui qui a le plus important débit, et on utilise parfois l'expression rivière des Perles pour le désigner. Selon la même perspective, on peut désigner sous l'appellation bassin de la rivière des Perles (珠江流域), le bassin versant de tous les cours d'eau venant former le delta. Celui-ci couvre une superficie de 409 480 km2.
La rivière des Perles est également connue sous le nom de Yue Jiang  (粵江) « fleuve du Guangdong en chinois ». Elle tient son nom d'une île nommée « île de la perle de mer » (海珠) qui existait auparavant au milieu du lit du fleuve et donne aujourd'hui son nom au district de Haizhu à Canton. Cette île n'existe plus en raison du changement du cours du fleuve.

## Ponts et tunnels
- Pont de Dongpute
- Port de Canton (Canton, Haizhu & Tianhe, 1985)
- Pont de Haixinggangte
- Pont de Haiyin (Canton, Haizhu & Yuexiu, 1988)
- Pont de Haizhu (Canton, Haizhu & Yuexiu, 1933)
- Pont Hong Kong-Zhuhai-Macao, HZMB (construction 2009-2016, voir plan[3])
- Pont de Huanan (Canton, Haizhu & Tianhe)
- Pont de Humen
- Pont de Hedong
- Pont de Huangpu (Canton, 2008)
- Pont de Jiangwan (Canton, Haizhu & Yuexiu)
- Pont de Jiefang (Canton, Haizhu & Yuexiu)
- Pont de Liede (Canton, Haizhu & Tianhe, 2009)
- Pont de Luoxi
- Pont de Panyu
- Pont de Pazhou (Canton, Tianhe & Huangpuchang)
- Pont de Renmin (Canton, Haizhu & Liwan)
- Pont Shenzhen-Zhongshan[4]
- Tunnel de Shiziyang (Canton-Shenzhen, construction 2007-2012, pour trains à grande vitesse)
- Pont de Xinguang (Canton, 2007)
- Pont de Yajisha
- Pont de Zhujiang

## Affluents
- Nanpan (rivière)
- Beipan (rivière)
- You (rivière)
- Zuo (rivière)
- Yong (rivière)
- Yu (rivière)
- Xun (rivière)
- Xi (fleuve)
- Liu (rivière)
- Hongshui (rivière)
- Long (rivière)
- Rong (rivière)
- Gui (rivière)
- He (rivière)
- Lian (rivière)
- Bei (fleuve)
- Dong (rivière)

## Pollution
Ce cours d'eau, en raison de la présence d'industries lourds (fonderies de plomb-zinc notamment) dans son bassin versant a été très pollué, notamment par le thallium (Tl, le plus toxique des métaux). Un traçage isotopique du plomb (Pb) associé au thallium dans les sédiments de la rivière des Perles a permis de prouver que 80 % à 90 % de la contamination par Tl le long des profils de profondeur est issu des fonderies de plomb-zinc. Les scientifiques chinois ont récemment (2019) « mis en évidence le rôle central des activités de fusion métallurgique dans le rejet d'énormes quantités de Tl géochimiquement mobile dans les sédiments jusqu'à environ 1 m de profondeur ».

## Divers
- Un grand câble à haute tension de 500 kV, suspendu à trois gros pylônes parmi les plus hauts du monde (240 m), traverse le fleuve près de son estuaire[6].
- La brasserie de Zhujiang (en), une des plus grandes brasseries de Chine, est située sur le delta du fleuve dans la ville de Canton[7].